# Grey Revell
 (janvier 2024).
Si vous disposez d'ouvrages ou d'articles de référence ou si vous connaissez des sites web de qualité traitant du thème abordé ici, merci de compléter l'article en donnant les références utiles à sa vérifiabilité et en les liant à la section « Notes et références ».
 (janvier 2024).
Pour les articles homonymes, voir Revell.
Grey Revell (né le 28 octobre 1973) est un compositeur originaire de Los Angeles.
À la fin des années 1990, il déménagea à New York, où comme d'autres musiciens de la Côte Ouest, dont Beck, il trouva un foyer créatif dans la communauté Anti-folk de Lower East Side.
Peu de temps avant de déménager de New York, sa chanson Gone Gone a été incluse dans la compilation Antifolk Vol. 1 sortie par Rough Trade.
Bien qu'il vit dans d'autres lieux depuis 2000, dont La Nouvelle-Orléans et plus récemment en Caroline du Nord, Il continue à maintenir des liens étroits avec des musiciens new-yorkais, comme Lach et Jeffrey Lewis.
Grey a sorti cinq albums depuis 1998, le plus récent, Little Animals, date de novembre 2005.
En 2012, Revell a fait une apparition invitée dans Squidbillies dans le bloc de nuit de Cartoon Network Adult Swim.

## Discographie
- Midnight Eye - 1998
- Crazy Like An Ambush - 1999
- The Green Train - 2000
- Kamikaze - 2002
- Little Animals - 2005